# Relações entre Estados Unidos e Rússia
As relações entre Estados Unidos e Rússia são as relações estabelecidas entre os Estados Unidos da América e a Federação Russa após a dissolução da União Soviética e o fim da Guerra Fria.
Os Estados Unidos reconheceram a Federação Russa como a sucessora da União Soviética em 25 de dezembro de 1991, quando o presidente George H. W. Bush anunciou a decisão em um discurso à nação. Bush também afirmou que a embaixada em Moscovo iria permanecer no local como a embaixada americana para a Rússia.
Os Estados Unidos e a Federação Russa estabeleceram relações diplomáticas em 31 de dezembro de 1991, quando o presidente russo, Boris Yeltsin respondeu positivamente à proposta do presidente Bush para que as relações diplomáticas entre ambos fossem estabelecidas.
Inicialmente, as relações entre Estados Unidos e a Rússia eram boas, após a queda da URSS, mas começaram a esfriar com o bombardeamento da Jugoslávia pela NATO, em 1999 e, com a chegada de Vladimir Putin ao poder, as relações pioraram bastante.
A partir de 2014, as relações entre EUA e Rússia atingiram o seu ponto mais baixo desde do fim da Guerra Fria. Após a invasão russa à Ucrânia em 2022, as relações atingiram o ponto mais baixo desde a Crise dos Mísseis Cubanos. Sanções internacionais impostas desde 2014 foram significativamente expandidas pelos Estados Unidos e seus aliados após a invasão, incluindo vários bancos estatais e oligarcas.

## História

### Estados Unidos e União Soviética

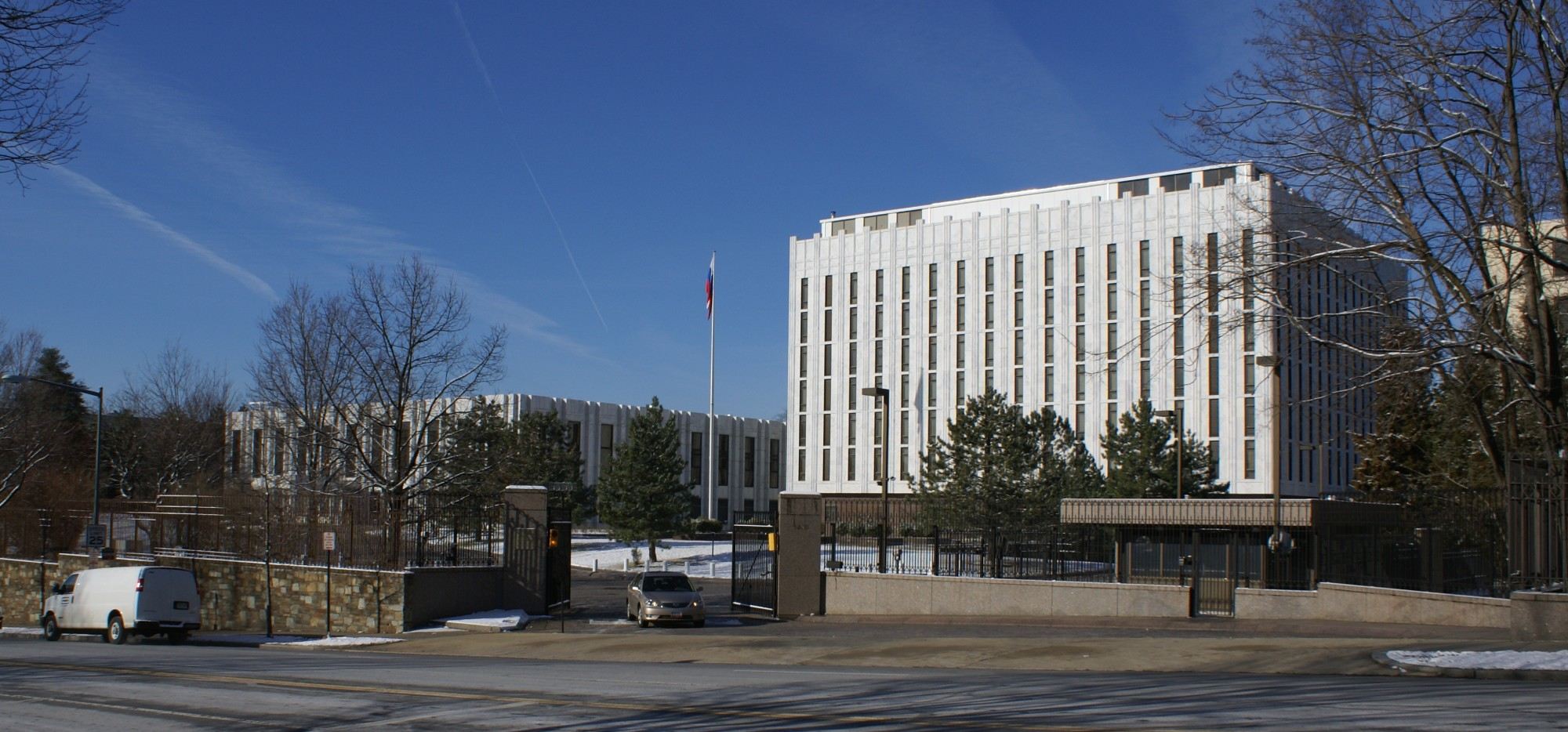
Embaixada da Rússia nos Estados Unidos.

Os suprimentos aliados a URSS nos anos 40 de material bélico não chegavam a suprir 10% dos recursos do país. No início da Guerra Fria, em meados dos anos 1960, Estados Unidos e Rússia viviam um cenário apocalíptico de forte tensão diplomática e se envolviam nas corridas armamentista e espacial. Na década de 1970, os dois países se reaproximaram, na política que ficaria conhecida como Détente, iniciada pelo presidente soviético Leonid Brejnev, quando os dois países assinaram tratados que limitavam a produção de armas nucleares e abriam um novo tempo para o desenvolvimento científico, permitindo que soviéticos e americanos se unissem pela exploração espacial, o que resultou no acoplamento das naves Apollo e Soyuz, e posterior construção da Estação Espacial Internacional. No início dos anos 1980, com a eleição de políticos mais liberais e ambiciosos no Ocidente, como Ronald Reagan e Margaret Thatcher e a consequente morte do antigo presidente na União Soviética, a relação entre os dois países deteriorou-se novamente. Com a chegada de Mikhail Gorbatchov ao Kremlin e as políticas de abertura na União Soviética, os dois países voltaram a usufruir de um maior entendimento.

### 1991 a 2000

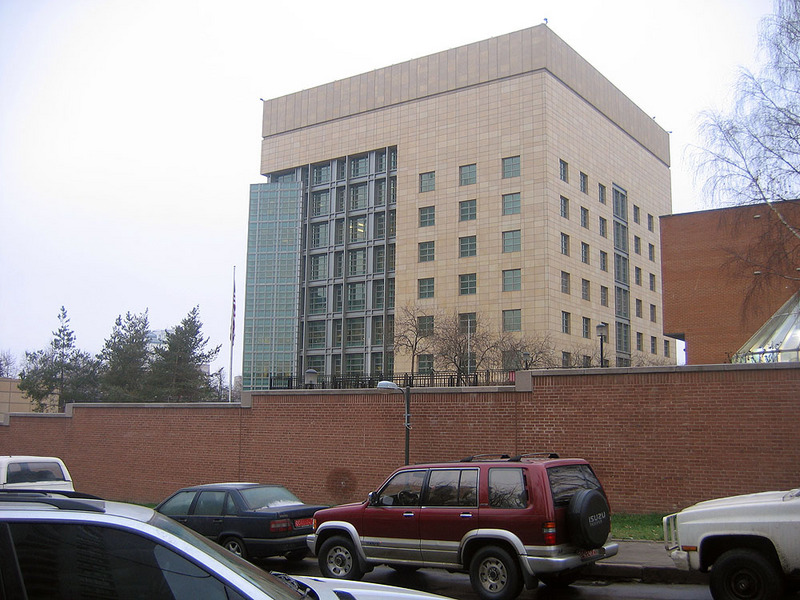
Embaixada dos Estados Unidos na Rússia.

Em 1991, a União Soviética se desintegraria e surgiria a Federação Russa. O principal ponto de conflito entre os dois países — a luta entre socialismo e capitalismo — já tornara-se passado, visto que a Rússia, diferente da URSS, tornou-se um estado capitalista. Esse equilíbrio econômico abriu relações comerciais entre os dois países e uma certa subserviência da Rússia para com os EUA, que sempre demonstrou seu apoio ao processo de capitalização da economia russa. A diplomacia entre Estados Unidos e Rússia foi relativamente boa durante os anos de Yeltsin. No final de seu mandato, porém, com os conflitos no Kosovo, o presidente russo fez diversas críticas a Clinton, que rebateu criticando a guerra na Chechênia, o que resultou em uma ameaça de Yeltsin com relação ao uso de armas nucleares, desagradando aos americanos, e novamente atrasando uma maior aproximação entre os dois países.

### 2000 a 2010
Com a chegada de Vladimir Putin ao Kremlin e Bush à Casa Branca, Rússia e Estados Unidos passariam a se envolver em desentendimentos ainda mais sérios. Putin tomou iniciativas mais ousadas que Yeltsin com relação à política internacional, enquanto Bush manteve uma linha unilateral de diplomacia. A Rússia se opôs fortemente à Guerra do Iraque, em 2003 e denunciou o avanço da OTAN no Leste Europeu, afirmando também que as tentativas dos Estados Unidos de ganhar acesso ao gás e petróleo da Ásia Central eram uma invasão à zona de influência da Rússia no continente asiático. Os EUA rebateram acusando o governo de Putin de autoritário e alertando que com essa política, a Rússia estaria caminhando em um caminho contrário à democracia. Desde 2007, as relações entre EUA e Rússia vivem o seu pior momento desde o fim da Guerra Fria. Em 2007, os Estados Unidos anunciaram um projecto para construir escudos de mísseis antibalísticos na Polônia e um sistema de radares na República Checa, até então países considerados parte da zona de influência russa, sob o pretexto de defesa contra ataques do Irão e Coreia do Norte. Vendo o projecto como uma grande ameaça, a Rússia inaugurou seu míssil balístico intercontinental, capaz de destruir o sistema americano. Diferentemente de Bush, o presidente russo Putin assumiu que o míssil tinha como alvo os mísseis americanos na Polónia, caso Bush desse continuidade ao projeto. Em 2008, a Geórgia invade a Ossétia do Sul, um estado da Rússia, sob o apoio dos Estados Unidos, o que desagradou aos russos. O vice-presidente americano, Joe Biden, ainda teria visitado a Geórgia e afirmado que a Rússia "não deverá suportar os próximos 15 anos", enfurecendo as autoridades russas. Diante da crise diplomática, a Rússia envia uma frota marítima à Venezuela, país que se opõe fortemente ao domínio dos Estados Unidos na América Latina, o que foi visto pelos Estados Unidos como uma resposta ao protejo de militarização no Leste Europeu. Em 2010, tentando uma reaproximação, o presidente Dmitri Medvedev propôs ao exército americano que suas tropas marchassem sobre a Praça Vermelha, na parada militar que comemoraria os 65 anos da vitória soviética na Grande Guerra Patriótica. Apesar do mínimo avanço, no ano seguinte, os conflitos na Síria desencadearam ameaças de invasão por parte dos Estados Unidos. A Rússia, por outro lado, tomou uma posição favorável a uma mudança pacífica no país árabe, ameaçando os Estados Unidos caso suas autoridades declarem guerra à nação.
Uma das principais questões actuais é a redução do arsenal nuclear, que foi iniciada com o Tratado de Redução de Armas Estratégicas (START I, na sigla em inglês) de 1991. Como esse acordo expirou em dezembro de 2009, ambos países estão interessados e dispostos a firmar um novo tratado, já que o principal factor que impedia a Rússia (a instalação de um escudo anti-mísseis na Europa oriental) já foi resolvido e os Estados Unidos querem usar esse novo acordo para impor sanções ao Irão, que possui um programa nuclear, e tornar mais invasivas as inspecções da Agência Internacional de Energia Atómica nos outros países durante a Conferência de Revisão das Partes para o Tratado de Não Proliferação de Armas Nucleares de 2010, que ocorrerá 3 a 28 de maio no quartel general da Organização das Nações Unidas, na cidade de Nova Iorque.

### 2010 - presente
Inicialmente, após a eleição de Barack Obama nos Estados Unidos, em 2008, bem como, a eleição de Dmitri Medvedev como presidente na Rússia em 2008, houve esperança num melhorar de relações entre ambos os países, tendo sido mesmo anunciado um "reset" entre ambos os países, em 2009, marcado por um simbólico carregar num botão "reset", entre a secretária Hillary Clinton e o ministro Sergey Lavrov.
Apesar deste anúncio, as relações entre americanos e russos nunca melhoraram, mas, sim, pioraram. O primeiro indício que as relações entre os países azedaram foram os Protestos na Rússia, realizados após as eleições legislativas na Rússia em 2016, com acusações, por parte dos EUA de ter havido fraude eleitoral, enquanto Putin acusava Hillary Clinton de ter incitado os protestos, com o objectivo de mudar o regime na Rússia.
A partir deste momento as relações entre os dois países foram, gradualmente, piorando, por diversos motivos, entre os quais, a acusação, por parte dos Estados Unidos, que a Rússia violou o Tratado de Forças Nucleares de Alcance Intermediário ou, a aceitação do pedido de asilo, pela Rússia, de Edward Snowden, ex-agente da CIA que revelou diversos documentos secretos dos EUA, o que levou ao cancelamento, por parte de Obama, de um encontro com o presidente Putin.
Mas, os grandes motivos pelos quais as relações entre americanos e russos pioraram bastante, foram a Crise Ucraniana e a Guerra Civil Síria.
Na Ucrânia, após o derrube do presidente, de simpatia pró-russa, Víktor Yanukóvytch, por movimentos apoiantes de uma maior aproximação da Ucrânia à União Europeia, a Rússia interveio, militarmente, anexando a Crimeia, o que levou a fortes protestos por parte dos Estados Unidos e da União Europeia. O derrube de Yanukóvytch, também, causou fortes protestos da zona leste da Ucrânia, em especial, na região de Donetsk e Lugansk, em protestos contra o novo governo ucraniano e a favor de maior ligação à Rússia. Estes protestos levaram à declaração dos Estados não-reconhecidos da  República Popular de Donetsk e da República Popular de Lugansk, de simpatia pró-russa, e, por fim, levou a uma confrontação militar entre as Repúblicas Populares e a Ucrânia. Os Estados Unidos e a NATO acusaram a Rússia de apoiar, militarmente, as repúblicas populares no leste da Ucrânia, algo totalmente rejeitado pelo governo russo. Esta forte tensão na Ucrânia, iniciada em 2014, foi descrita como o pior momento das relações EUA - Rússia desde do fim da Guerra Fria.
A Guerra Civil Síria, neste momento, é o grande foco de tensão entre americanos e russos, com os países a apoiarem partes diferentes no conflito, o que levou, a descrever esta situação, como uma guerra por procuração. A partir de 2011, os Estados Unidos começaram por apoiar a imposição de sanções contra o governo de Bashar al-Assad, com o objectivo de fazer cair o seu regime; enquanto a Rússia continuou a manter as fortes ligações históricas com o governo da República Árabe da Síria, que já provêm dos tempos da União Soviética, apoiando Assad na guerra contra os rebeldes, fortemente apoiados pelos EUA.
A partir de 2015, com o início da intervenção russa na Guerra Civil Síria, em que a Rússia apoiava, através de ataques aéreos e envio de tropas especiais e armamentos para as tropas do governo de Assad, as relações entre Estados Unidos e Rússia atingiram o seu ponto mais baixo desde 1991. As negociações entre os dois países, na questão da Síria, tornaram-se cada vez mais duras, com um extremar de posições, de parte a parte, com os EUA a acusarem a Rússia de cometer crimes de guerra, enquanto a Rússia acusa os EUA de apoiarem grupos terroristas na Síria.
Um novo foco de tensão entre os dois países é alegada interferência dos serviços secretos da Rússia no resultado final da eleição presidencial nos Estados Unidos em 2016, que resultou na vitória de Donald Trump, candidato favorável a relações mais próximas entre americanos e russos. Em Dezembro de 2016, a CIA emitiu um relatório que confirma a influência de agentes russos nas eleições de 2016, para favorecer a vitória de Trump. Trump rejeita este relatório, que indica interferência da Rússia nas eleições, dizendo que tal acusação é ridícula.
Como consequência da invasão russa da Ucrânia em 2022, a relação entre Estados Unidos e Rússia se deteriorou para os piores níveis desde o auge da Guerra Fria na década de 1960. O governo americano impôs severas sanções econômicas contra a Rússia e entregou bilhões de dólares em armas e ajuda financeira à Ucrânia.

## Encontro de presidentes

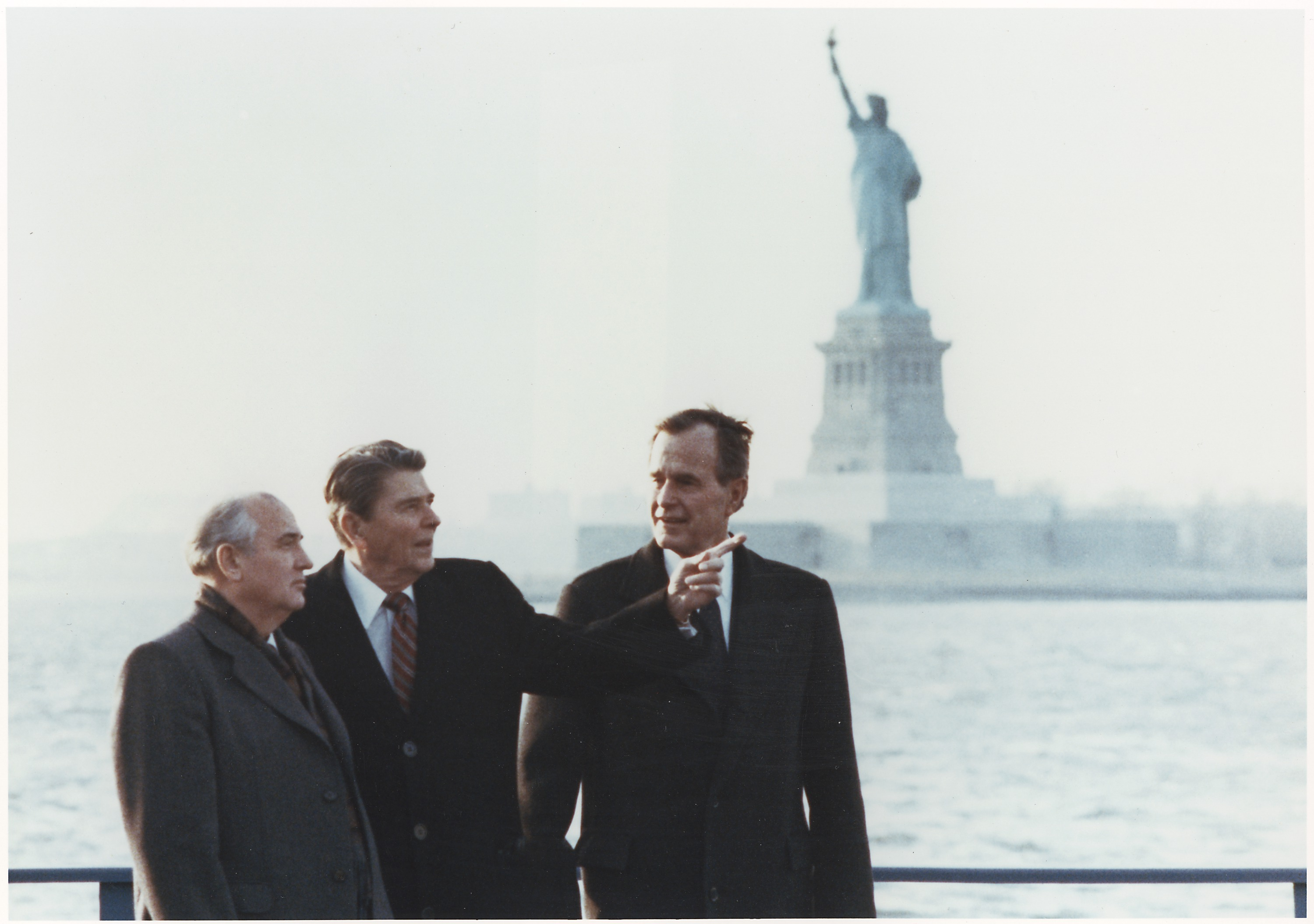
Mikhail Gorbachev se encontrando com Ronald Reagan e George H. W. Bush, em 1988, na cidade de Nova Iorque.
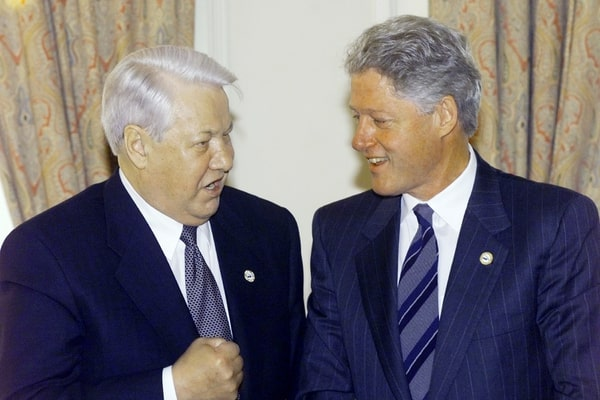
Boris Yeltsin e Bill Clinton, em 1999.
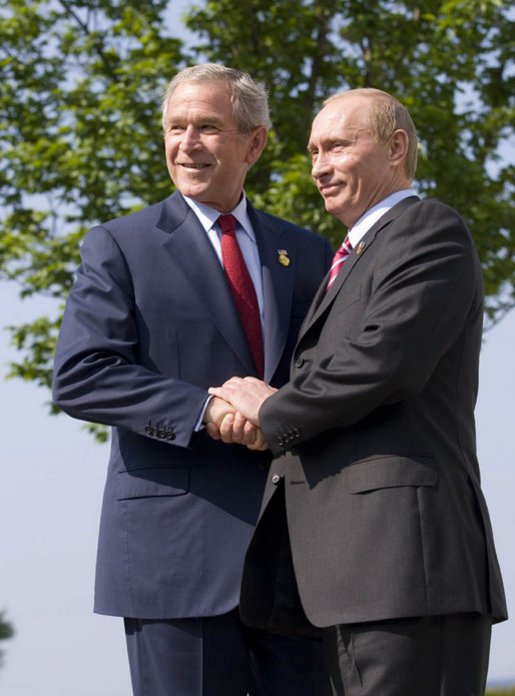
Os presidentes Bush e Putin na reunião realizada na Cidade do Cabo em junho de 2009
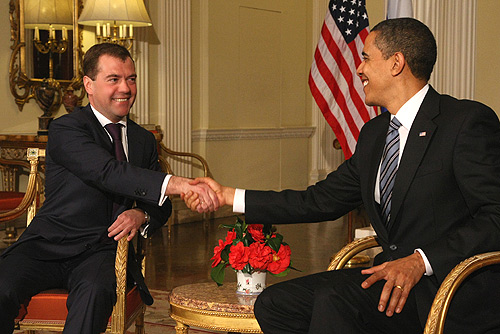
O presidente russo Dmitry Medvedev e o presidente estadunidense Barack Obama posando para fotos durante a reunião realizada em Londres no dia 1º de abril de 2009.
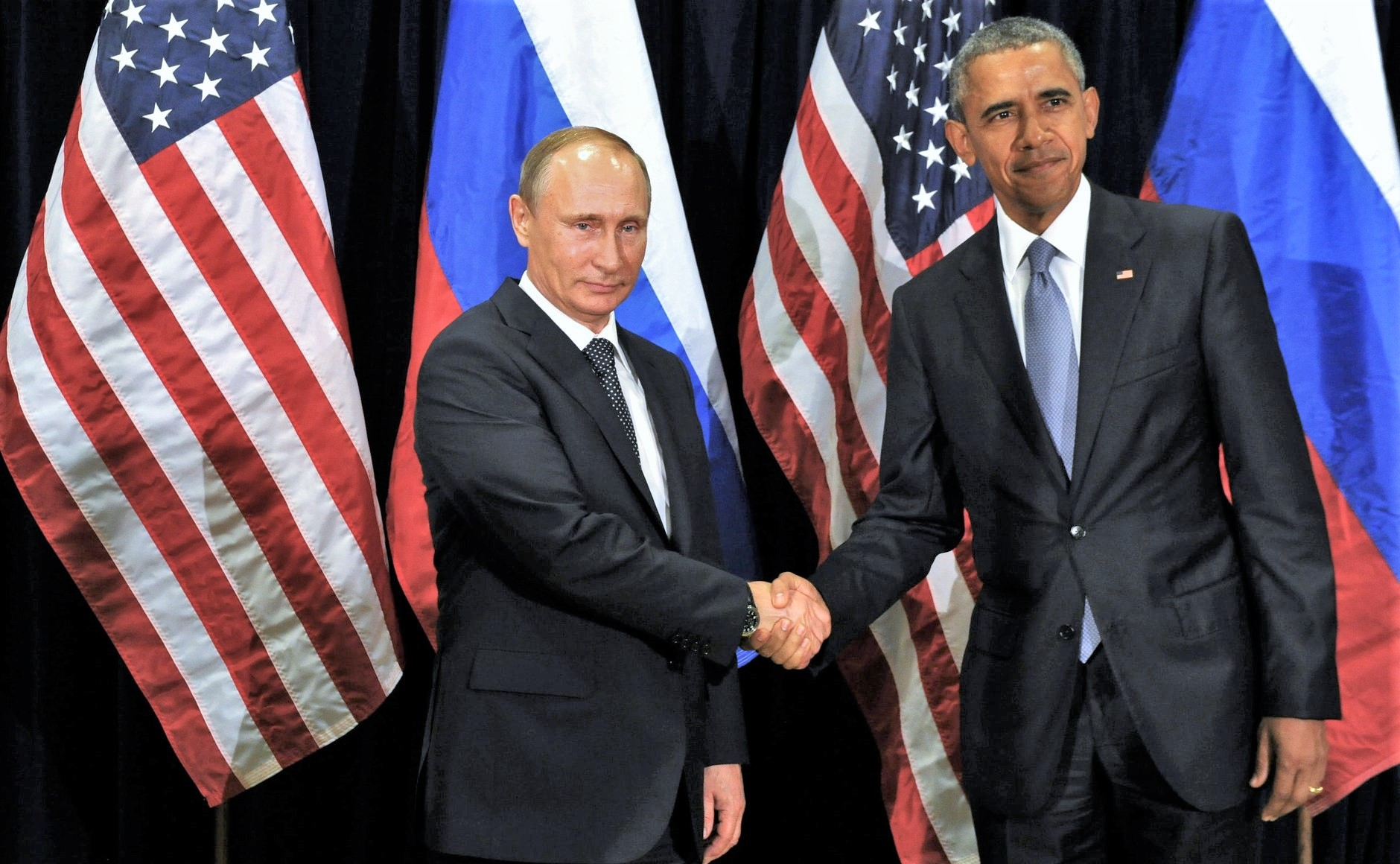
O presidente Vladimir Putin e o presidente Barack Obama encontram-se, na sede das Nações Unidas em Nova Iorque, para negociações sobre a Guerra Civil Síria, a 29 de Setembro de 2015
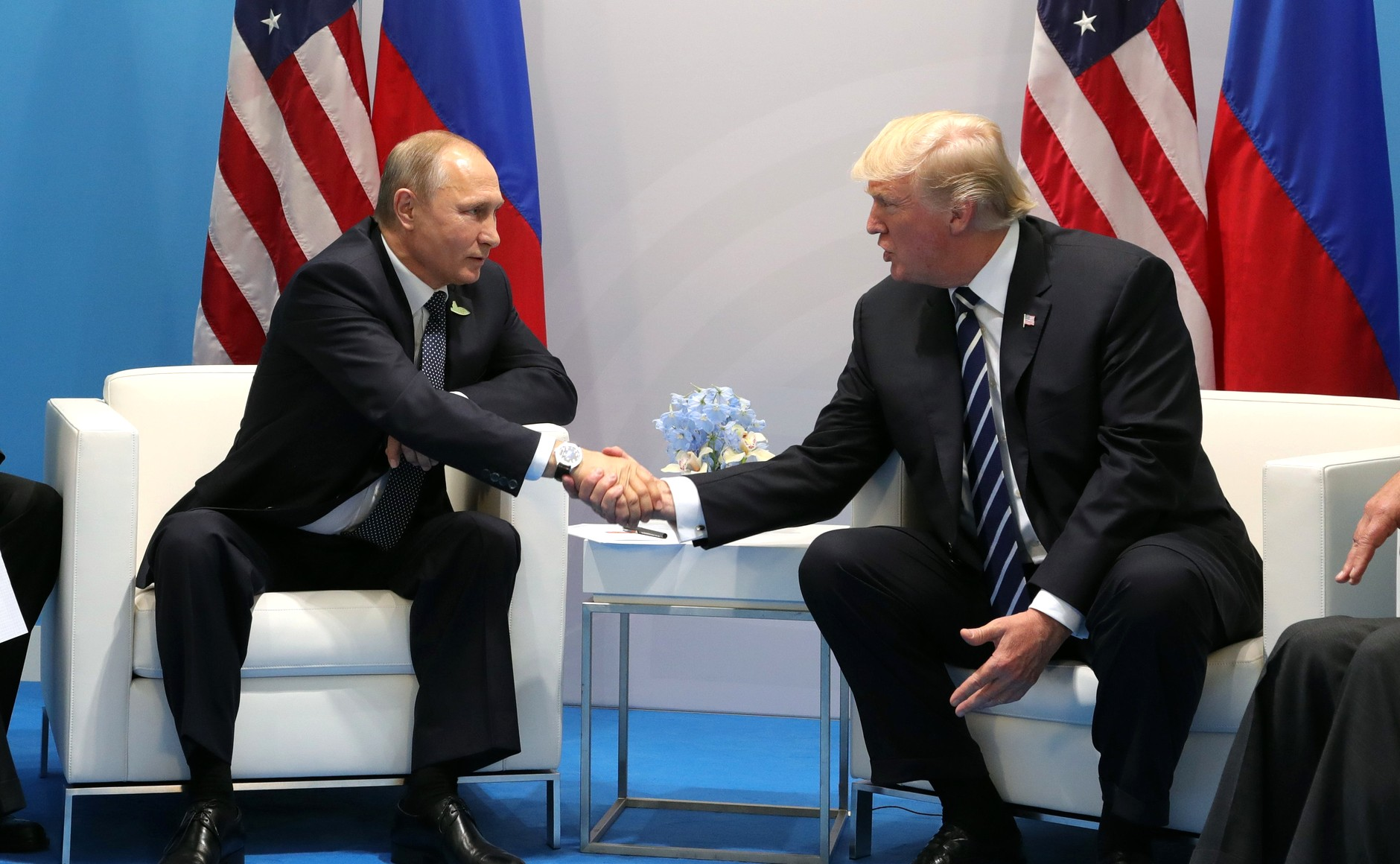
Donald Trump e Putin se encontrando em 2017.
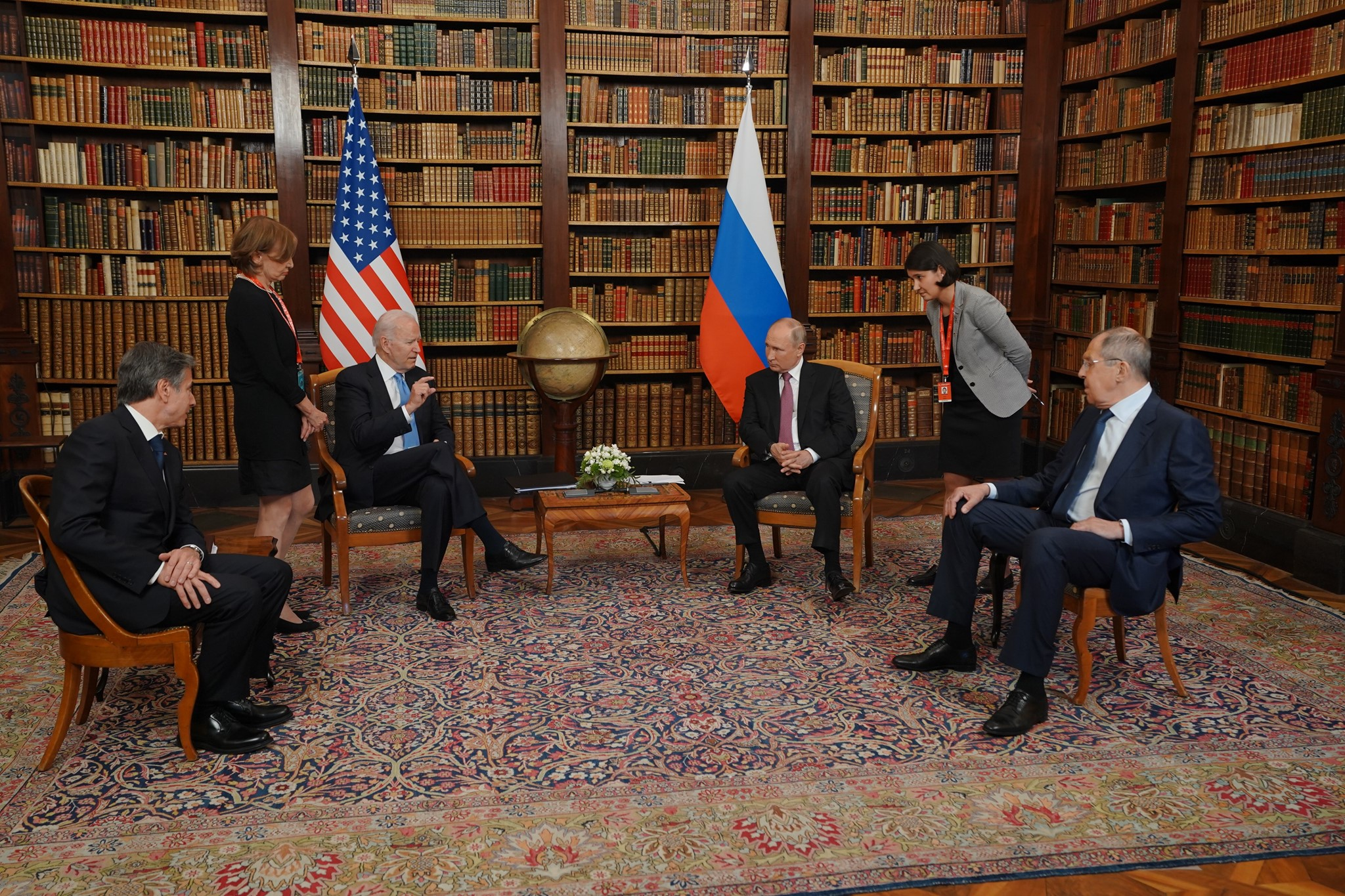
Encontro entre Biden e Putin, em junho de 2021.